# Echemus scutatus
Echemus scutatus är en spindelart som först beskrevs av Simon 1879.  Echemus scutatus ingår i släktet Echemus och familjen plattbuksspindlar. Inga underarter finns listade i Catalogue of Life.